# Presa della Bastiglia
La presa della Bastiglia da parte dei cittadini francesi, avvenuta martedì 14 luglio 1789 a Parigi, fu l'evento storico culminante della Rivoluzione francese in quanto la Bastiglia era il simbolo dell'ancien régime. L'avvenimento, sebbene di per sé poco importante sul piano pratico, assunse un enorme significato simbolico a tal punto da essere considerato il vero inizio della rivoluzione.
La convocazione degli Stati Generali a Versailles il 5 maggio 1789 per cercare di sanare la difficile crisi politica, sociale ed economica in cui versava la Francia, animò nei mesi seguenti il dibattito politico che si estese fino ai salotti e alle piazze della capitale, a tal punto da indurre il re Luigi XVI a schierare i suoi soldati attorno a Versailles, Parigi, Sèvres e Saint-Denis. Sabato 11 luglio il Ministro delle Finanze Jacques Necker venne destituito dal re, essendosi guadagnato l'inimicizia da parte della corte per aver manifestato in parecchie occasioni delle idee filo-popolari.
Venne inoltre eseguita una riorganizzazione a livello generale mediante diverse sostituzioni;
Victor-François de Broglie, Roland-Michel Barrin de La Galissonière, Paul François de Quelen de la Vauguyon, Louis Auguste Le Tonnelier de Breteuil e Joseph Foullon de Doué furono nominati per sostituire Louis Pierre de Chastenet de Puysegur, Armand Marc de Montmorin-Saint-Hérem, César-Guillaume de La Luzerne, François-Emmanuel Guignard de Saint-Priest e Necker.

## Storia

### 12 luglio
Domenica 12 luglio, la popolazione di Parigi, che da mesi viveva in uno stato di povertà e con la paura che una grave carestia colpisse da un momento all'altro la città, venne a conoscenza della destituzione di Necker e organizzò una grande manifestazione di protesta, durante la quale furono portate delle statue raffiguranti i busti di Necker e del Duca d'Orléans. Camille Desmoulins, secondo François-Auguste Mignet, aizzò la folla salendo su un tavolo con la pistola in mano ed esclamando: «Cittadini, non c'è tempo da perdere; la dimissione di Necker è l'avvisaglia di un San Bartolomeo per i patrioti! Proprio questa notte i battaglioni svizzeri e tedeschi lasceranno il Campo di Marte per massacrarci tutti; una sola cosa ci rimane, prendere le armi!». Alcuni soldati tedeschi (l'esercito di Luigi XVI comprendeva anche reggimenti stranieri, più obbedienti al re rispetto alle truppe francesi), ricevettero l'ordine di caricare la folla, provocando diversi feriti e distruggendo le statue. Il dissenso dei cittadini aumentò a dismisura e l'Assemblea Nazionale avvertì il re del pericolo che avrebbe corso la Francia se le truppe non fossero state allontanate, ma Luigi XVI rispose che non avrebbe cambiato le sue disposizioni.

### 13 luglio
La mattina del 13 luglio, quaranta dei cinquanta ingressi che permettevano di entrare a Parigi vennero dati alle fiamme dalla popolazione in rivolta. I reggimenti della Guardia francese formarono un presidio permanente attorno alla capitale, sebbene molti di questi soldati fossero vicini alla causa popolare. I cittadini cominciarono a protestare violentemente contro il governo affinché riducesse il prezzo del pane e dei cereali e saccheggiarono molti luoghi sospettati di essere magazzini per provviste di cibo; uno di questi fu il convento di Saint-Lazare (che fungeva da ospedale, scuola, magazzino e prigione), dal quale vennero prelevati 52 carri di grano.
In seguito a questi disordini e saccheggi, che continuavano ad aumentare, gli elettori della capitale (gli stessi che votarono durante le elezioni degli Stati generali) si riunirono in assemblea elettorale al Municipio di Parigi e decisero di organizzare una milizia cittadina composta da borghesi che garantisse il mantenimento dell'ordine e la difesa dei diritti costituzionali (due giorni dopo, con Gilbert du Motier de La Fayette, venne denominata Guardia Nazionale). Ogni uomo inquadrato in questo gruppo avrebbe portato, come segno distintivo, una coccarda con i colori della città di Parigi (blu e rosso). Per armare la milizia, si cominciarono a saccheggiare i luoghi dove si riteneva fossero custodite le armi.

### 14 luglio

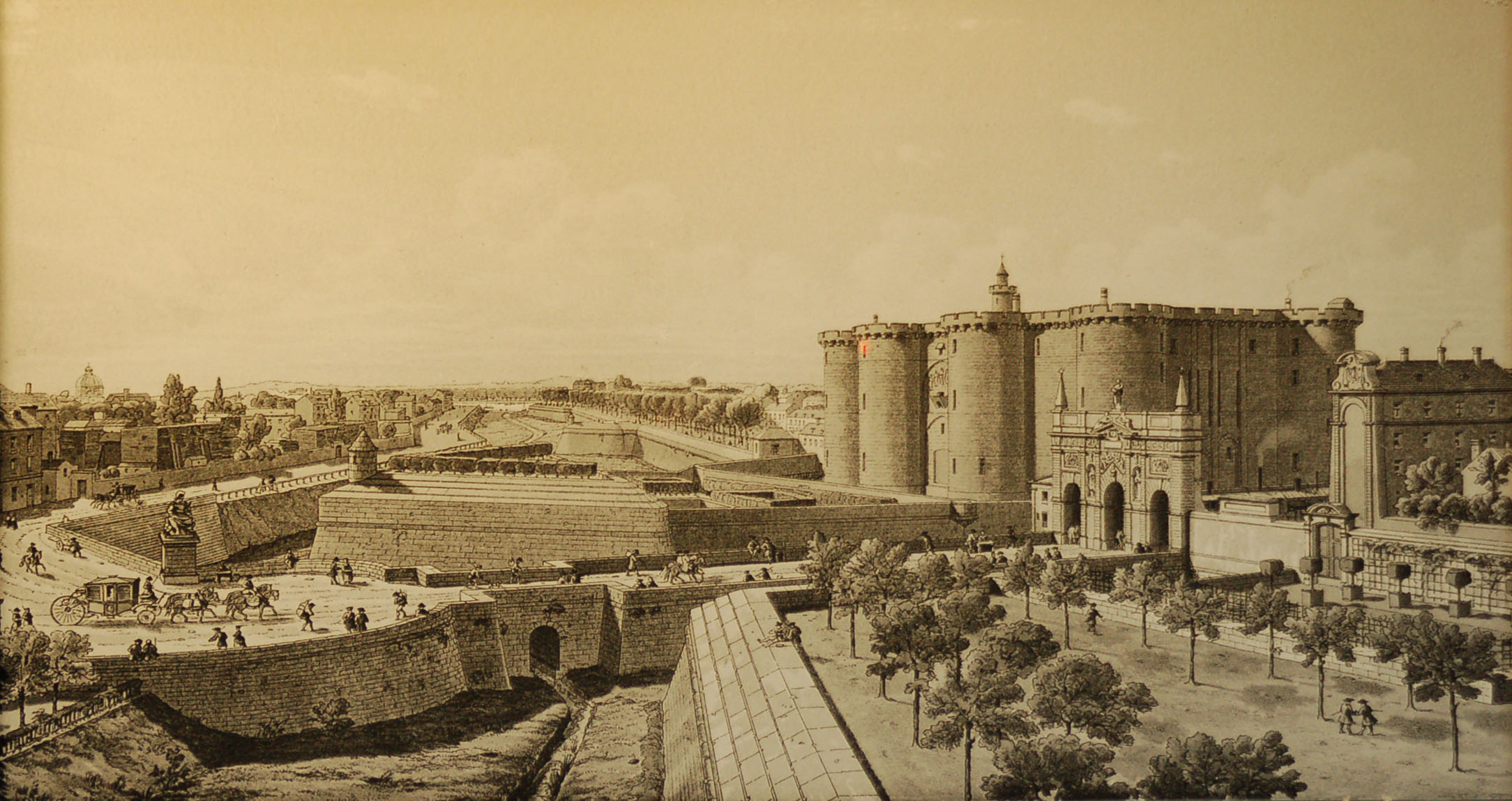
La Bastiglia prima della sua distruzione.

La mattina di martedì 14 luglio, gli insorti attaccarono l'Hôtel des Invalides con l'obiettivo di procurarsi delle armi impossessandosi così di circa ventottomila fucili e qualche cannone, ma non trovarono la polvere da sparo e pertanto decisero di assaltare la prigione-fortezza della Bastiglia (vista dal popolo come un simbolo del potere monarchico), nella quale erano tenuti in custodia anche sette detenuti. Gli elevati costi di mantenimento di una fortezza medievale così imponente, adibita all'epoca a una funzione limitata come quella di carcere, portò alla decisione di chiudere i battenti e probabilmente fu per questo motivo che il 14 luglio gli alloggi della prigione erano praticamente vuoti. La guarnigione della fortezza era composta da 82 invalidi, soldati veterani non più idonei a servire in combattimento, ai quali il 7 luglio si aggiunsero 32 guardie svizzere comandate dal luogotenente Ludwig von Flüe. Il governatore della prigione (figlio di un precedente governatore) era il marchese de Launay.
Visto il presidio circondato, pur avendo la forza per respingere l'attacco, tentò di parlamentare con tre rappresentanti del comitato permanente, provenienti direttamente dall'Hôtel de Ville, e alla fine si arrivò all'accordo di far allontanare i cannoni e far visitare la fortezza a quegli stessi rappresentanti, pur di evitare un bagno di sangue. Tuttavia, a differenza di Sombreuil, che aveva ceduto ai rivoltosi e aperto le porte, fedele al regolamento, riconosceva solo gli ordini del re e non aveva alcuna intenzione di fornire alla folla polvere da sparo e cartucce conservati nelle cantine, ne tanto meno di aprire le porte e consentire l'occupazione della Bastiglia da parte della milizia borghese, ribadendo con fermezza che avrebbe aperto il fuoco solo se attaccato. Nel frattempo, però, gli insorti riuscirono a rompere le catene che reggevano il ponte levatoio e si riversarono all'interno della fortezza. La guarnigione della Bastiglia, su ordine del comandante, aprì il fuoco sulla folla. Rifiutò il dialogo e fece sparare sulla terza delegazione municipale venuta a parlamentare. Dopo un quarto e ultimo tentativo di mediazione, senza risultato, sia la guarnigione che gli assedianti aprirono il fuoco, causando quasi cento morti e più di sessanta feriti tra la folla esposta, ma solo un morto e tre feriti tra i difensori che ben protetti sparavano da scappatoie e merli. La folla scatenata tirò colpi di fucile isolati per circa quattro ore, senza fare alcun danno alle torri. Fin dall'inizio delle trattative, il governatore prendeva tempo, attendendo rinforzi che però non sarebbero mai arrivati. Fu allora che arrivò un gruppo di 61 guardie francesi disertori, comandati dai sottotenenti Pierre-Augustin Hulin e Jacob Job Élie, che si trascinarono dietro sei cannoni, presi dalla loro caserma, che cambiarono le sorti dello scontro puntando l'artiglieria contro le porte e i ponti levatoi. Gli uomini del regio esercito, accampati nel vicino Campo di Marte, non intervennero.
Il marchese si ricompose e, quando ordinò improvvisamente il fuoco eccessivo, la stessa guarnigione lo supplicò di arrendersi, essendo inoltre senza fonte di acqua e solo forniture alimentari limitate all'interno, ma von Flüe si oppose. Il governatore, eccitato, piuttosto che arrendersi e lasciare ai ribelli il custodito arsenale, corse nel suo ufficio e scrisse un biglietto come ultimatum, dicendo che avrebbe acceso i 20000 chili di polvere da sparo all'interno della fortezza, facendo esplodere se stesso e tutti gli altri, se l'assedio non fosse stato revocato e la folla non si fosse ritirata. Von Flüe, stupito, cercò di assicurargli che tali estremi non erano necessari ma, seguendo gli ordini, gli svizzeri distribuirono il biglietto attraverso un buco nel ponte levatoio. Fuori la folla respinse le richieste lette da Stanislas-Marie Maillard, urlando di abbassare il ponte levatoio. Decise quindi di perire, piuttosto che sottomettersi, e si recò nei sotterranei della torre Liberté con la torcia accesa di uno cannonieri sui bastioni per dare fuoco ai 250 barili di polvere da sparo, seppellendo sotto le sue rovine assediati e difensori, ma due Invalidi, i sottufficiali Ferrand e Biguard, lo fermarono proprio mentre, tremando violentemente, stava per compiere la detonazione fatale. Minacciandolo di morte con la baionetta sul petto visto che, con pietose suppliche, cercava ancora di raggiungere il suo scopo, alcuni degli Invalidi della guarnigione gli si affollarono intorno. Li supplicò allora, almeno, che riprendessero le torri, ma dichiararono che non avrebbero più combattuto contro i loro concittadini, imponendo poi una capitolazione. Non potendo resistere, fu allora costretto a permettere agli Invalidi di chiedere un colloquio, issare una bandiera bianca e vedere se riuscivano a ottenere la promessa che non sarebbero stati massacrati, esigendo dalle guardie francesi gli onori di guerra per lasciare il forte. Invece, il caporale Guiard e il soldato Perreau, spaventati che il popolo intransigente stesse per usare i cannoni, aprirono da soli la porta e abbassarono il grande ponte levatoio, consegnando la fortezza. La Bastiglia fu quindi invasa e conquistata dai ribelli solo perché il governatore, devoto al sovrano, venne abbandonato dalle sue truppe.

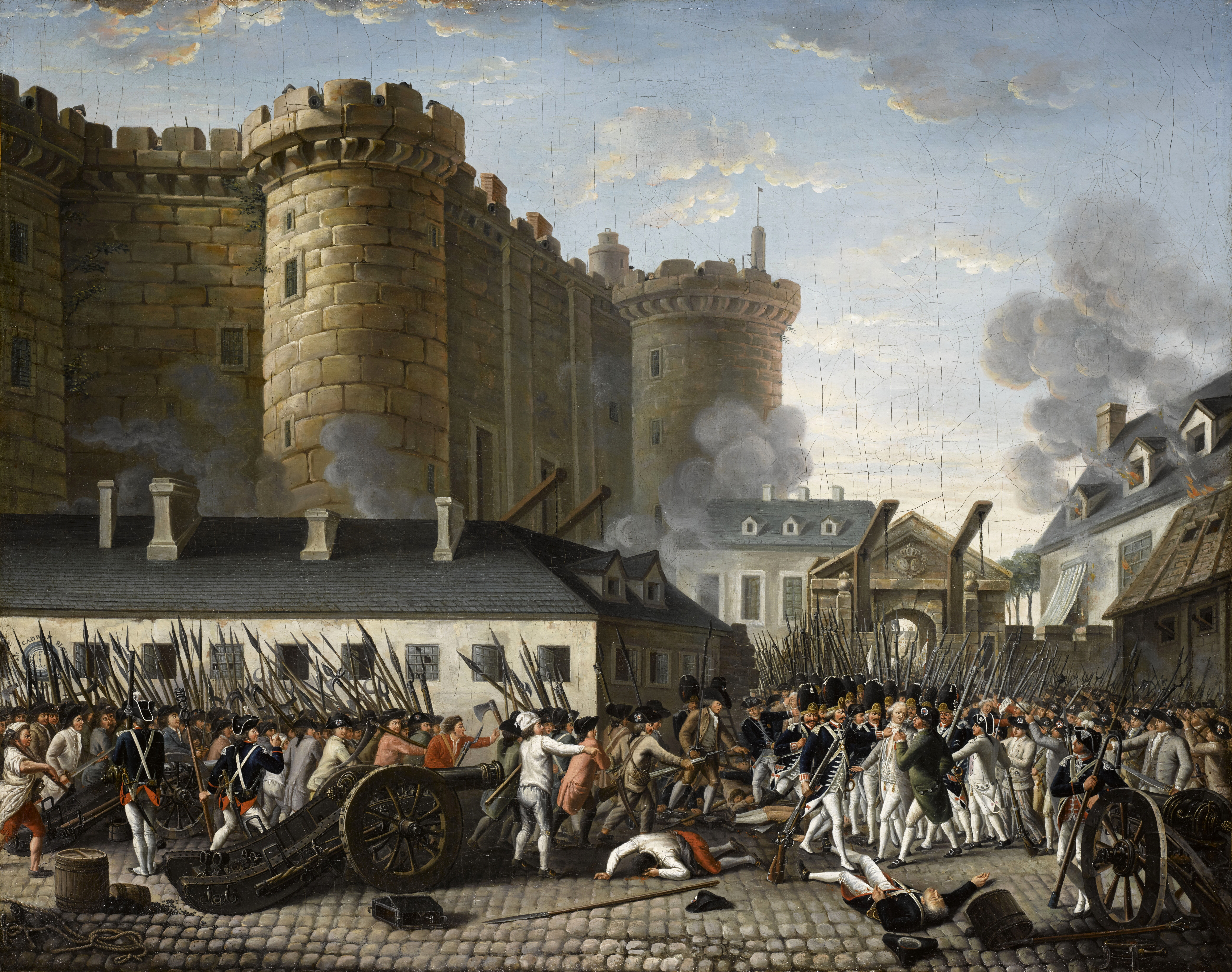
L'arresto del marchese de Launay.

Gli insorti riuscirono così a occupare la prigione-fortezza. Le guardie uccise vennero decapitate e le loro teste furono infilzate su pali appuntiti e portate attraverso tutta la città. Il resto della guarnigione fu fatta prigioniera e condotta al Municipio ma, lungo la strada, in piazza de Grève, Launay fu preso dalla folla e linciato. Uno degli insorti lo decapitò e infilzò la testa su una picca.

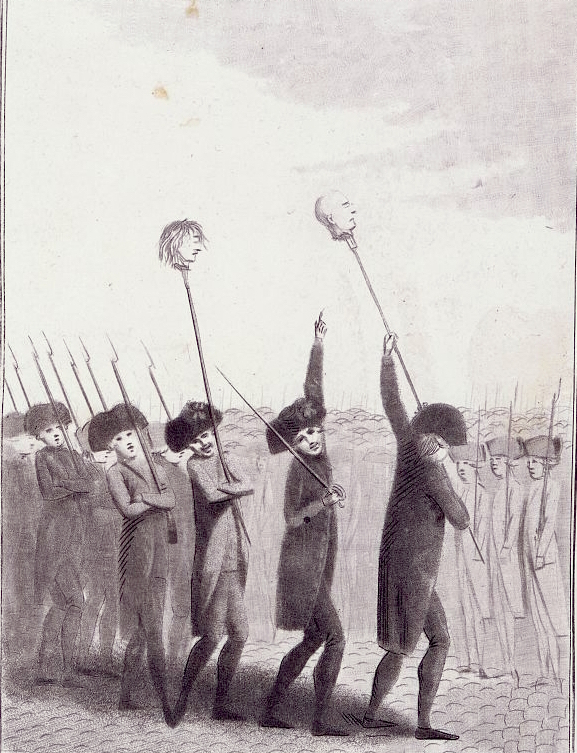
Incisione delle teste decapitate di Flesselles e de Launay.

I prigionieri trovati all'interno della fortezza e rilasciati furono sette: quattro falsari di documenti, due malati mentali e un libertino; dopo la liberazione i quattro falsari fecero perdere le loro tracce mentre gli altri furono portati in trionfo per la città, ma i due malati mentali, il giorno dopo, furono rinchiusi nell'ospizio di Charenton. Fino a pochi giorni prima nella Bastiglia vi era stato rinchiuso anche il marchese Donatien Alphonse François de Sade, che infiammò gli animi dei suoi concittadini descrivendo, con particolari raccapriccianti e fantasiosi, le torture che lì si eseguivano; venne trasferito al manicomio di Saint-Maurice il 4 luglio.
1. Jean Béchade, nato nel 1758
2. Jean de La Corrège, nato a Martaillac nel 1746
3. Bernard Laroche de Beausablon, nato a Terraube en Guienne nel 1769
4. Jean-Antoine Pujade, nato a Meilhan nel 1761
5. Jacques-François-Xavier de Whyte, Conte de Malleville, nato a Dublino nel 1730
6. Claude-Auguste Tavernier, nato a Parigi il 29 dicembre 1725
7. Charles-Joseph-Paulin-Hubert de Carmaux, Conte de Solages (Tolosa, 18 dicembre 1746 - Albi, 9 ottobre 1824)

Ritornando al Municipio la folla accusò il prévôt des marchands (carica corrispondente a quella di un sindaco), Jacques de Flesselles, di tradimento. Durante il viaggio, che lo avrebbe portato al Palais-Royal per essere processato, fu assassinato e poi decapitato.

### Il caso del Conte di Lorges
In quanto nessun prigioniero liberato alla Bastiglia risultava essere stato precedentemente imprigionato per motivi politici, si sentì il bisogno di inventare un prigioniero più rappresentativo al fine di rendere l'avvenuta liberazione più mirabile agli occhi dell'opinione pubblica. Sfruttando l'imponente barba bianca di uno dei prigionieri (Jacques-François-Xavier de Whyte, Conte de Malleville) ci si inventò la figura fittizia del Conte di Lorges (realmente esistito circa un secolo prima e incarcerato nella Bastiglia per aver assassinato un prete).

## Conseguenze
Inizialmente, a corte, la Presa della Bastiglia non ebbe affatto il risvolto simbolico che oggi le si attribuisce universalmente (ovvero l'inizio della Rivoluzione francese), ma fu considerata alla stregua di uno dei tanti tumulti allora frequenti a Parigi. Lo stesso Luigi XVI, rientrato a palazzo da una battuta di caccia, scrisse nel suo diario quel giorno rien (niente), a significare che non era accaduto nulla di rilevante o che meritasse di essere ricordato (anche se va specificato che quello era il diario di caccia del re, e rien era presente ogniqualvolta il re non avesse preso alcuna preda). Inoltre, terminati gli scontri e con la Bastiglia ancora in fumo, soltanto la notte del 14 luglio il re venne a conoscenza dei tumulti e della Presa della Bastiglia dal duca de la Rochefoucauld-Liancourt, il quale irruppe nelle stanze del re in piena notte contro ogni etichetta di corte e riuscendo ad accedere alla camera del sovrano, cosa mai accaduta prima; il re gli chiese: «È una ribellione?» - e il servitore rispose: «No, sire! Una rivoluzione!».

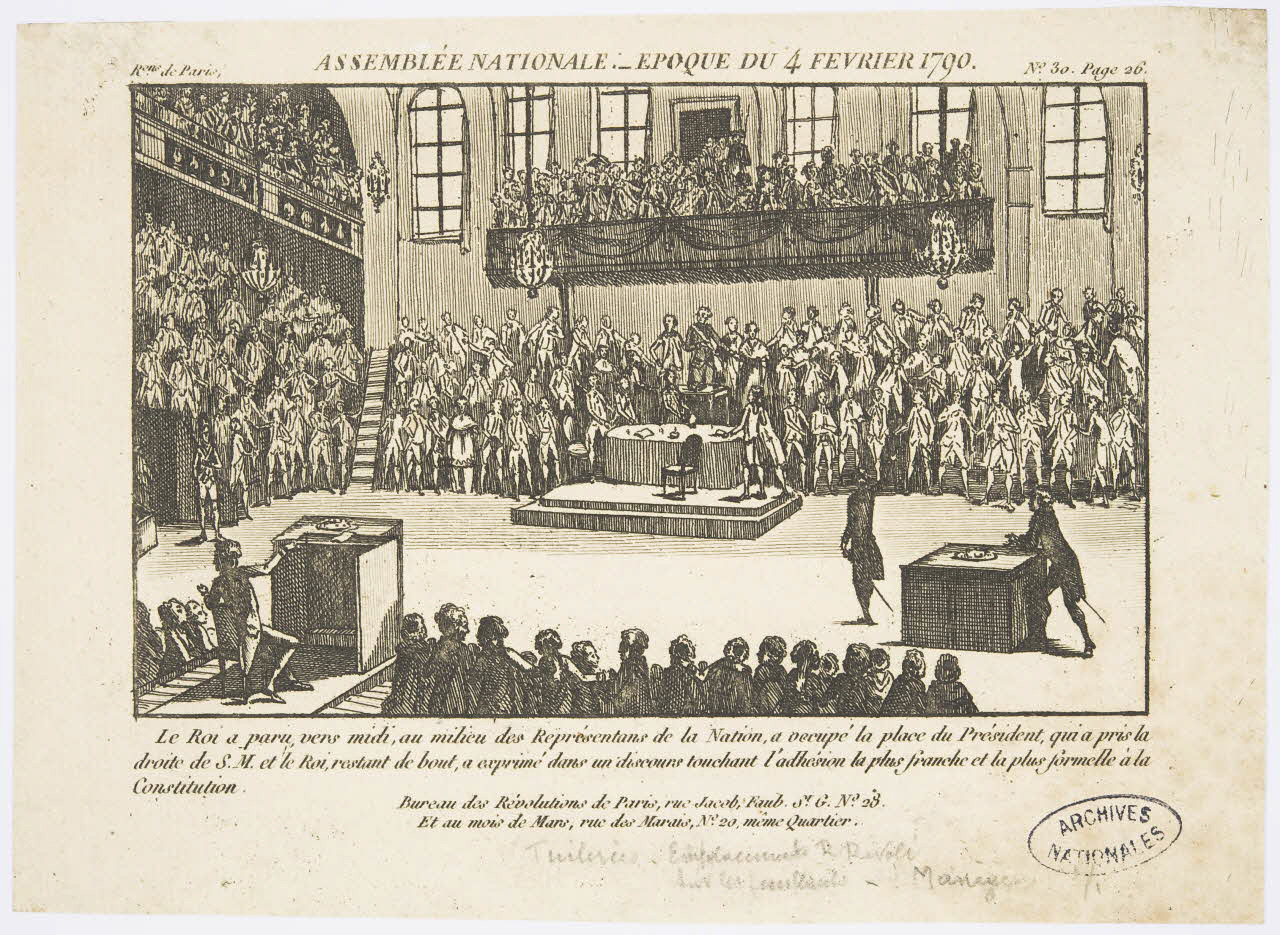
Una seduta dell'Assemblea nazionale costituente.

Durante la crisi, intanto, anche l'Assemblea nazionale costituente svolse un ruolo abbastanza passivo. Le notizie da Parigi raggiungevano Versailles con difficoltà e i deputati non erano ben informati di ciò che stava realmente accadendo. L'Assemblea continuò comunque a seguire tutta la situazione e i deputati attendevano con ansia l'esito degli eventi. Dopo la presa della Bastiglia, il conte di Mirabeau, uno dei leader dell'Assemblea, avvertì i suoi colleghi dell'inutilità di passare dei «decreti altisonanti» e sollecitò la necessità di attuare una qualche azione forte. Anche se la causa della libertà aveva trionfato, Mirabeau era preoccupato che l'intervento delle folle armate non avrebbe fatto altro che guidare il cammino della Rivoluzione lungo un percorso distruttivo e di violenza. L'astronomo Jean Sylvain Bailly, ex-presidente dell'assemblea, nelle sue Mémoires presentò la propria interpretazione del significato e dell'importanza della Presa della Bastiglia. Pienamente convinto che l'intenzione della corte fosse quella di sciogliere l'Assemblea Nazionale, citò delle prove per sostenere l'esistenza di un piano preorganizzato del governo per riconquistare la supremazia e prendere il controllo di Parigi intimidendo l'Assemblea. La presa della Bastiglia fu, secondo lui, «un giorno terribile e indimenticabile, il momento in cui la Rivoluzione fu consumata dal coraggio e dalla risolutezza degli abitanti di Parigi...»
Dando piena responsabilità al comandante De Launay per gli eventi che ebbero luogo presso la prigione, Bailly insistette che questi avrebbe dovuto arrendersi ben prima di arrivare all'estrema decisione di sparare sui suoi concittadini. Bailly ammise che al fianco del «buon popolo di Parigi» c'erano state comunque delle bande di faziosi e facinorosi che avevano voluto portare la rivoluzione al di là di ogni opposizione ragionevole, e che questi erano responsabili di gran parte dei saccheggi e delle illegalità che caratterizzarono quella «giornata terribile e indimenticabile». L'avvocato Robespierre, all'epoca anche lui deputato all'Assemblea, disse: «Ho visto la Bastiglia, mi ci ha condotto un reparto di quella valorosa milizia cittadina che l'ha presa [...] Non potevo separarmi da questo luogo la cui vista suscita oggi in tutti i cittadini onesti soltanto soddisfazione e il pensiero della libertà».
Con l'Assemblea nazionale nel ruolo di osservatore tremulo e impotente, Parigi aveva vinto la sfida e superato la crisi del 14 luglio. La città ribolliva ancora di agitazione e sia la corte che l'Assemblea la guardavano con diffidenza, temendo che una mossa falsa avrebbe potuto innescare una nuova esplosione. Il giorno dopo la caduta della Bastiglia, il 15 luglio, il re fece il primo passo per porre fine ai disordini visitando l'Assemblea in prima persona, chiedendo l'assistenza dei deputati nella crisi:
(Il re rivolto all'Assemblea.)
A Bailly fu chiesto di scrivere il discorso con cui il re ordinava alle truppe di lasciare Parigi. Il linguaggio del discorso finale letto dal re, però, non era certamente quello di Bailly; era ben poco artificioso e forse, per tale motivo, più commovente. Bailly stesso osservò: «Questo discorso non era quello che avevo scritto io; [...] Ma credo che questo vada meglio». Tuttavia, il discorso letto dal re, probabilmente, nonostante non appartenesse a Bailly, incarnava gli stessi suggerimenti che Bailly avrebbe voluto dare al re. Per la prima volta infatti, il re usò pubblicamente il termine "Assemblea Nazionale", ed espresse la sua fiducia nei deputati e nella volontà della nazione.

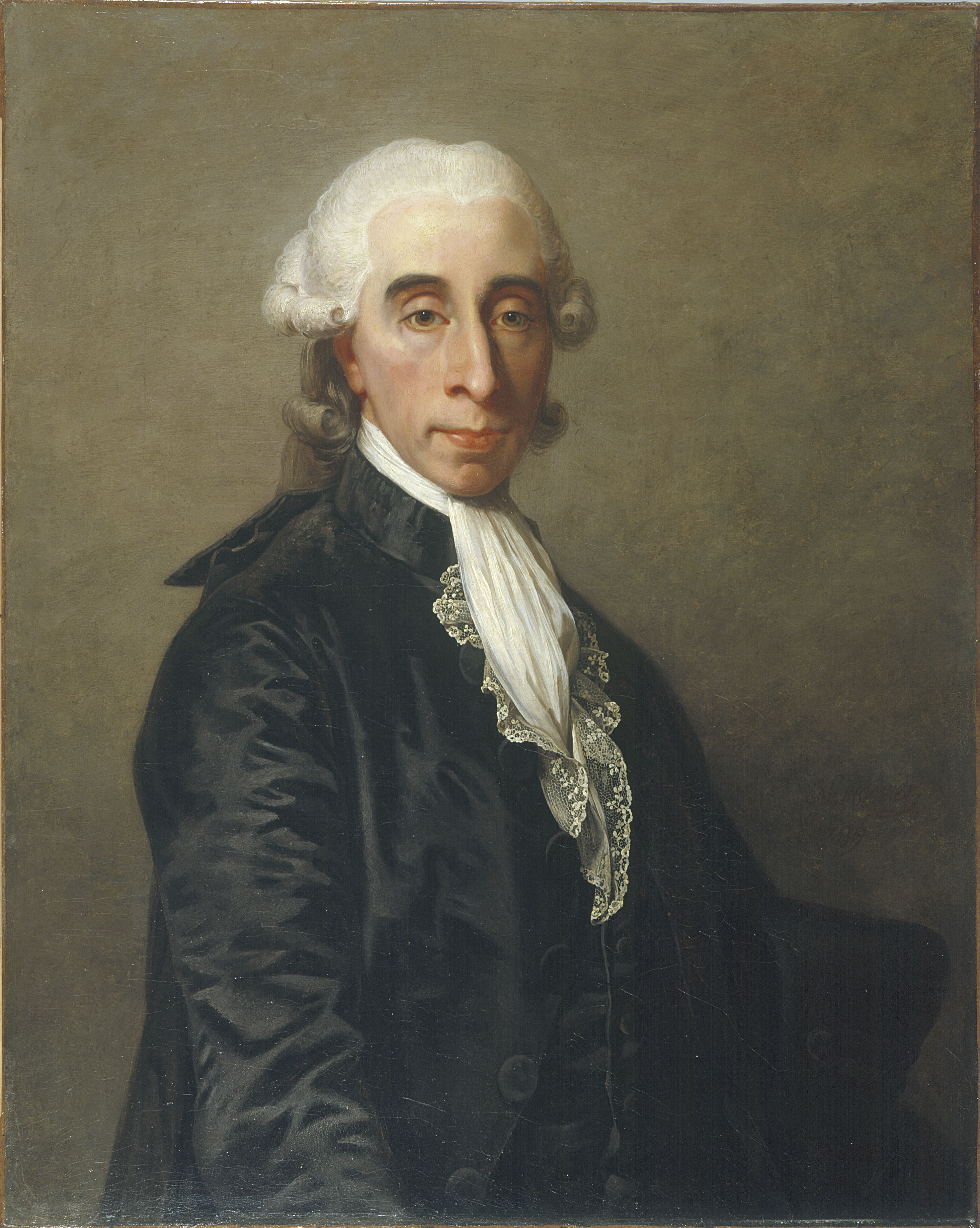
Jean Sylvain Bailly, nuovo sindaco di Parigi.

Accettando l'apertura al dialogo del re, i deputati adottarono vari provvedimenti e decisero di inviare una loro delegazione a Parigi, fiduciosi che la vista dei «rappresentanti della nazione» avrebbe avuto un effetto sedativo in città. La delegazione includeva Bailly, il marchese de La Fayette, il cardinale Clermont-Tonnerre e l'abate Sieyès. La delegazione portò con sé la buona novella dell'apertura al dialogo del re per calmare gli animi dei parigini.
Il giornale Point du jour descrisse vividamente la scena, di grande effetto, che si presentò nel dare il benvenuto ai deputati che, lentamente, si muovevano attraverso la città per andare all'Hôtel de Ville. I deputati furono accolti da un corteo costituito da migliaia di parigini eccitati. All'Hôtel de Ville, l'entusiasmo selvaggio che il giorno prima aveva spazzato Parigi si concentrava ora, positivamente, nei confronti degli uomini dell'Assemblea Nazionale che portavano con loro l'appello del re per il ripristino della pace in città. La Fayette, Gérard de Lally-Tollendal, l'arcivescovo di Parigi Le Clerc de Juigné ed altri luminari parlarono alla folla e furono accolti con un plauso fragoroso.

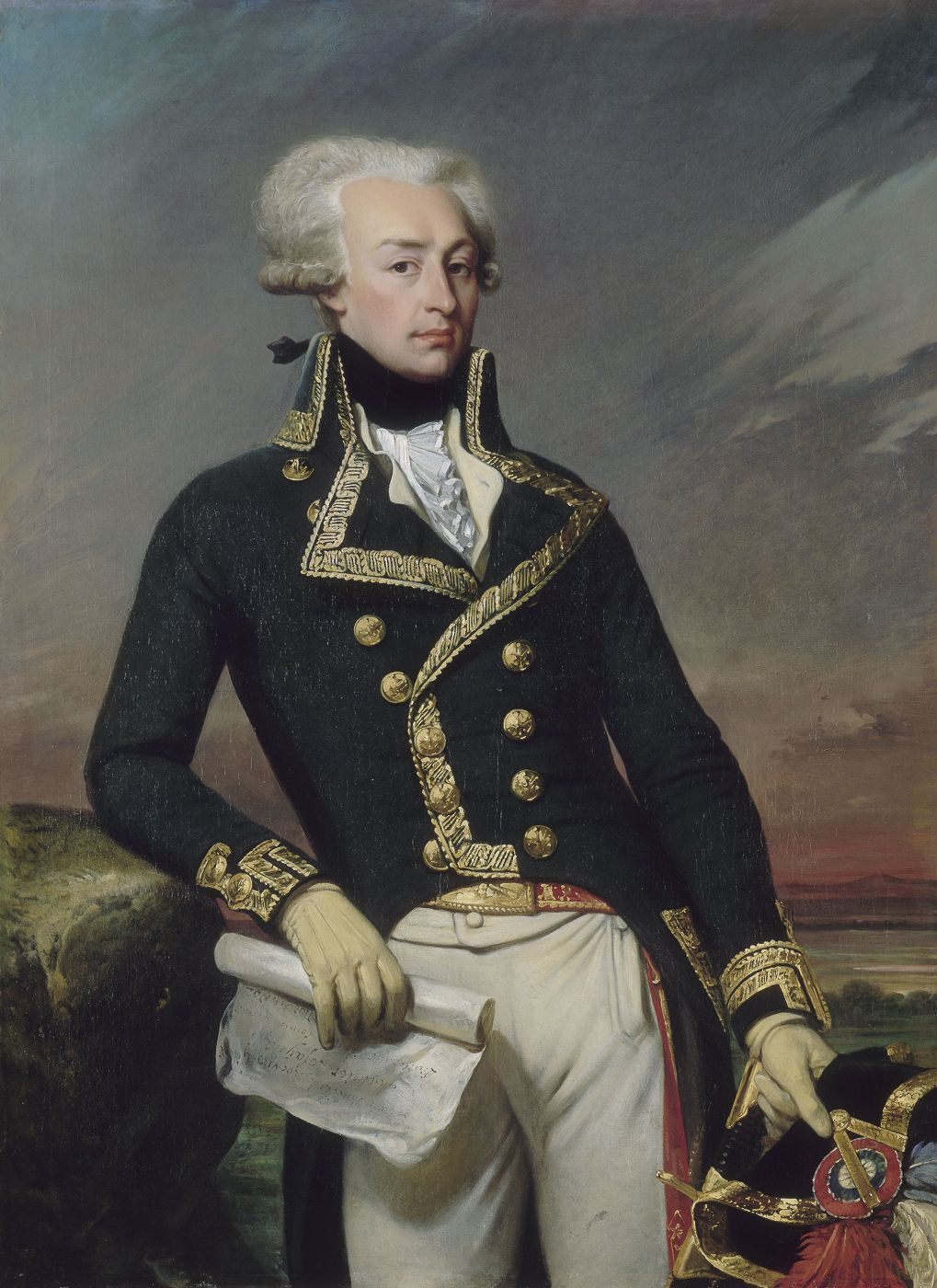
Gilbert du Motier, marchese de La Fayette, nuovo comandante in capo della Guardia Nazionale.

L'arcivescovo di Parigi, ad esempio, propose un Te Deum prima che la delegazione partisse per la Cattedrale. In mezzo a questa scena di grande eccitazione, le menti più sobrie riflettevano intanto sui mezzi pratici per porre fine all'anarchia. Flesselles infatti, il prévôt des marchands (prevosto dei mercanti) e capo titolare della città, era stato assassinato il giorno prima dalla folla; il luogotenente generale della polizia, De Crosne, si era dimesso e aveva abbandonato la città. Per rimediare a questa mancanza di leadership, La Fayette fu unanimemente acclamato come comandante in capo della neonata milizia cittadina, e Bailly, poco dopo di lui, fu proclamato sindaco di Parigi (maire de Paris), il primo nella storia della città. Il procès-verbal dell'Assemblea elettorale descrisse bene gli eventi che si verificarono dopo la nomina di La Fayette:
(Le procès-verbal dell'Assemblea elettorale.)
Quando Bailly fu acclamato nuovo sindaco di Parigi e La Fayette nuovo comandante in capo della milizia urbana, ci fu bisogno che anche Pierre-Augustin Hulin approvasse, con la sua immensa popolarità, le nomine appena fatte dagli elettori parigini. Così Hulin approvò sia la nomina di Bailly come primo magistrato municipale sia quella di La Fayette come comandante in capo della milizia di cui faceva parte Hulin stesso.
Fu lo stesso La Fayette, inoltre, a proporre il nome e il simbolo della milizia di cui era stato nominato a capo, che fu rinominata Guardia Nazionale: come simbolo scelse la coccarda tricolore, blu, bianca e rossa. Al blu e al rosso, i colori della città di Parigi, La Fayette stesso fece aggiungere il bianco, colore della monarchia borbonica: dalla coccarda si originò, in seguito, la bandiera francese. Hulin, che era ancora considerato un eroe, l'8 ottobre venne promosso a furor di popolo al grado di capitano-comandante dell'ottava compagnia dei cacciatori assoldati dalla Guardia nazionale parigina.
Parigi, dopo aver eliminato il «tirapiedi della corte», Flesselles, ora aveva, per la prima volta nella storia, un sindaco di sua scelta. Il governo reale, per una volta, fu veloce a prendere vantaggio dalla nuova situazione, spostando la sua attenzione dall'Assemblea a Bailly. In una conferenza nel giorno successivo, il 16 luglio il re ribadì al nuovo sindaco la sua ansia per i disordini a Parigi, ed accettò il suggerimento di Bailly di visitare la città di persona.
Il re, inoltre, tentando una pacificazione, dopo aver deciso di ritirare le truppe dalla città, permise a Jacques Necker di rientrare nel suo governo; questi, il 16 luglio, riottenne la carica di Principal ministre d'État, ovvero di primo ministro.
Bailly e La Fayette non parteciparono immediatamente all'amministrazione della città. Anche se profondamente commossi delle scene di grande acclamazione che seguirono la loro nomina, ad entrambi pareva ingiusto essere eletti con questo metodo così irregolare: volevano essere, in qualche modo, nominati ufficialmente, attraverso una ratifica legale. Per ottenere una nomina ufficiale, Bailly e La Fayette comparvero di fronte all'Assemblea Nazionale, che fu così informata della loro nuova posizione, e i due attesero nuovi ordini da parte dei deputati. L'annuncio di Bailly e La Fayette fu accolto con grandi applausi, e le loro nomine furono confermate ufficialmente.

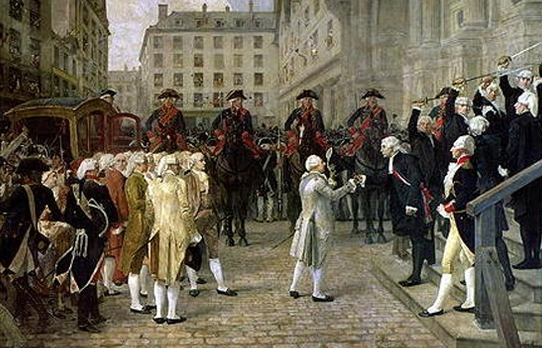
Bailly, La Fayette e il re Luigi XVI all'Hôtel de Ville il 17 luglio 1789.

Bailly e La Fayette, desiderando maggiori garanzie, e sfidando il dispiacere di Parigi, guardarono al re per un'ulteriore conferma. Luigi colse l'occasione della sua visita a Parigi per confermare oralmente il nuovo sindaco Bailly nel suo ufficio, e analogamente il nuovo comandante in capo La Fayette. Il 17 luglio, infatti, Luigi XVI, seguendo il consiglio di Bailly, si recò a Parigi all'Hôtel de Ville, dove aveva sede la neo-formatasi Comune di Parigi, e fu ricevuto dal sindaco e da La Fayette. Per salutare il suo sovrano, Parigi superò in intensità l'entusiasmo che aveva mostrato durante la visita della delegazione dell'Assemblea. Bailly incontrò il re nella periferia della città, e lo accolse con un celebre discorso di benvenuto, donandogli le chiavi della città:
(Bailly al re.)

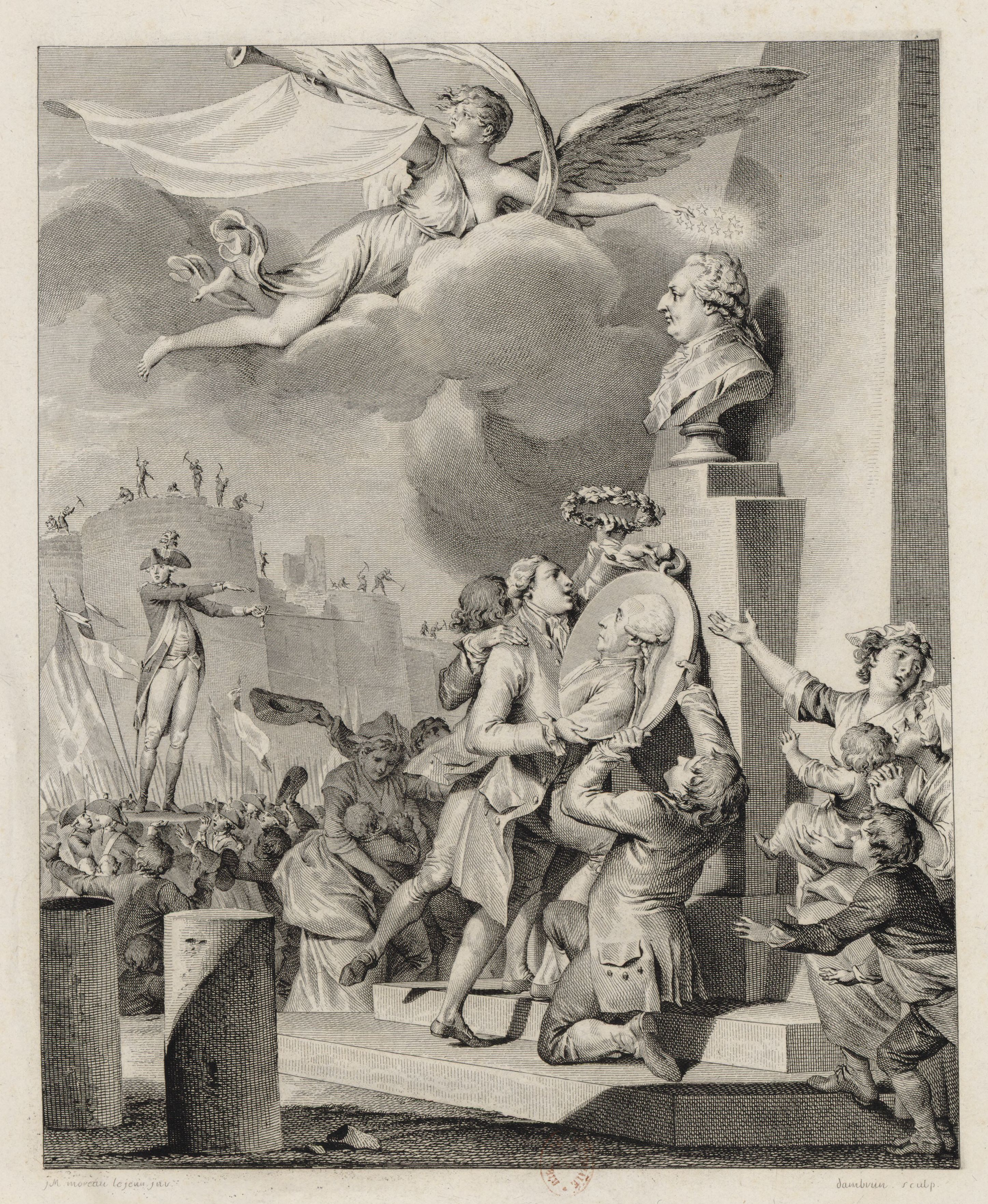
Il popolo acclama un busto del re Luigi XVI, un bassorilievo di Bailly e il marchese de La Fayette, portato in trionfo dai soldati.

Questa cerimonia fu seguita dalla processione verso l'Hôtel de Ville dove il re salutò gli elettori di Parigi. Luigi XVI, sopraffatto dall'adulazione dei suoi sudditi, non fu in grado di parlare e chiese a Bailly di rivolgersi alla folla in sua vece. Poi, con indosso la coccarda rivoluzionaria che Bailly e La Fayette gli avevano dato, il re si congedò dalla città, fedele ma turbolenta, e ritornò a Versailles.
Il 18 luglio, intanto, su richiesta di Bailly e La Fayette di ratificare ufficialmente la loro nomina, l'Assemblea elettorale ordinò ai sessanta distretti cittadini, che si erano appena formati, di radunarsi e di deliberare sulla nomina dei due nuovi leader. Bailly scrisse personalmente una lettera ai distretti, in cui affermava che si sarebbe considerato validamente eletto solo con il loro consenso. Entro il 21 luglio, cinquantacinque dei sessanta distretti avevano ratificato l'elezione di Bailly senza alcuna decisione dissenziente.
Arricchiti da questi travolgenti mandati e con un'immensa popolarità alle spalle tra i parigini, Bailly e La Fayette erano disposti ad accettare la responsabilità di sovrintendere alla gestione della metropoli rivoluzionaria. Il Journal des Etats-généraux commentò, relativamente a Bailly: «Osservate come l'uomo è il prodotto della circostanza. Noto per un'Histoire de l'astronomie, M. Bailly, destinato a finire i suoi giorni su una pacifica poltrona dell'Accademia, si ritrova oggi gettato tra le tempeste della una rivoluzione».
La Bastiglia venne lentamente smantellata in seguito al 14 luglio 1789 (alcune macerie furono vendute come reliquie), ma la piazza dove sorgeva (Place de la Bastille) è oggi una delle più grandi e famose di Parigi.